# Miss São Paulo 2019
Miss São Paulo BE Emotion 2019 foi a 64ª edição do tradicional concurso de beleza feminino de Miss São Paulo BE Emotion, válido para a disputa de Miss Brasil BE Emotion 2019, único caminho para o Miss Universo. A disputa com apenas seis (6) candidatas ocorreu durante a conferência anual da Polishop em São Paulo no São Paulo Expo. A cerimônia foi transmitida ao vivo pelas mídias sociais do concurso e gravada, para que a Band transmitisse no dia 20 do mesmo mês em sua programação. A vencedora foi a representante de Jaú, Bianca Dias Lopes, coroada por sua antecessora, Paula Palhares, Miss São Paulo BE Emotion 2018. O certame teve ainda apresentação de Maria Eugênia Suconic e performance da cantora Negra Li.

## Resultados

### Colocações
| Posição   | Município e candidata                     |
| Vencedora | - Jaú - Bianca Dias Lopes                 |
| 2º. Lugar | - São Paulo - Marjorie Marcelle Angelotti |
| 3º. Lugar | - Jundiaí - Mariana Pasqualotti           |

### Prêmio especial
A Miss BE Emotion foi escolhida pelo beauty artist André Sartori.
| Prêmio            | Município e candidata    |
| Miss BE Emotion   | - Jaú - Bianca Lopes     |
| Miss Voto Popular | - Suzano - Jéssica Kiomi |

### Desafios
As candidatas passaram por dois desafios durante o confinamento:
| Desafio               | Município e candidata           |
| Desafio Fotográfico 1 | - Jaú - Bianca Lopes            |
| Desafio Gourmet 2     | - Jundiaí - Mariana Pasqualotti |

1. Foram avaliadas pelo fotógrafo que cobria o evento.
2. Foram avaliadas pela ex-participante do MasterChef Profissionais, Irina Cordeiro.

### Ordem do anúncio

#### Top 03
1. São Paulo
2. Jaú
3. Jundiaí

#### Top 06
1. Jaú
2. Jundiaí
3. São José do Rio Preto
4. São Paulo
5. Peruíbe
6. Suzano

## Programação musical
Músicas que foram tocadas durante as etapas do concurso:
- Abertura: Like Sugar de Chaka Khan.
- Desfile de Biquíni: Malandro Chora de Negra Li (Ao vivo).
- Desfile de Gala: For What It's Worth de Sérgio Mendes.
- Final Look: Taki Taki de Dj Snake ft. Selena Gomez, Osuna e Cardi B.
- Despedida: This Is Me de Settle.

## Candidatas

### Oficiais
Disputaram o título este ano:
- Jaú - Bianca Dias Lopes [3]
- Jundiaí - Mariana Pasqualotti Sena [4]
- Peruíbe - Sthefany de Oliveira Soares [5]
- São José do Rio Preto - Ana Carolina Manginelli [6]
- São Paulo - Marjorie Marcelle Corrêa Angelotti [7]
- Suzano - Jéssica Kiomi Hisatomi de Oliveira [8]

### Top 20
Não foram selecionadas para o Top 06:
- Atibaia - Mariana Abdalla
- Campo Limpo Paulista - Keithy Costa
- Engenheiro Coelho - Bárbara Galhardi
- Ilhabela - Luciana Gomes
- Limeira - Bianca Campos
- Mairiporã - Lohanne Nascimento
- Ourinhos - Gabriela Batistela
- Paulínia - Vitória Pigatto
- Piracicaba - Francine Alves
- Santo André - Pérola Souza
- Santos - Victória Luíza Gomes
- São José dos Campos - Rita Coelho
- São Vicente - Ana Paula Meyer
- Taquaritinga - Tatiana Soares

## Jurados

### Final
Ajudaram a escolher a campeã:
1. Gil Inoue, fotógrafo;
2. Niina Secrets, digital influencer;
3. Natália Guimarães, Miss Brasil e Vice-Miss Universo 2007;
4. Raissa Santana, Miss Brasil BE Emotion 2016;
5. Wanderley Nunes, hair stylist;
6. Ricardo Almeida, estilista;

### Semifinal
Ajudaram a escolher o Top 06:
1. Lu Ângelo, jornalista;
2. Namie Wihby, instrutor de passarela;
3. Saulo Fonsêca, beauty artist;
4. Zé Takahashi, fotógrafo;

### Seletiva
Ajudaram a escolher o Top 20:
1. Monalysa Alcântara, Miss Brasil 2017;
2. Karina Ades, Diretora do Miss Brasil
3. Aretha Procopio, Assesora de comunicação do Miss Brasil;